# Copa do Mundo FIFA de 1958
A Copa do Mundo FIFA de 1958 foi a sexta edição da Copa do Mundo FIFA de Futebol, que ocorreu de 10 de junho até 29 de junho de 1958. O evento foi sediado na Suécia, tendo partidas realizadas nas cidades de Borås, Eskilstuna, Estocolmo, Gotemburgo, Halmstad, Helsingborg, Malmö, Norrköping, Örebro, Sandviken, Solna, Uddevalla e Västerås. Dezesseis seleções nacionais foram qualificadas para participar desta edição do campeonato, sendo 12 delas europeias (Suécia, Alemanha Ocidental, Áustria, França, Tchecoslováquia, Hungria, União Soviética, Iugoslávia, Inglaterra, Irlanda do Norte, Escócia e País de Gales) e 4 americanas (Brasil, Argentina, Paraguai e México).

## Eliminatórias

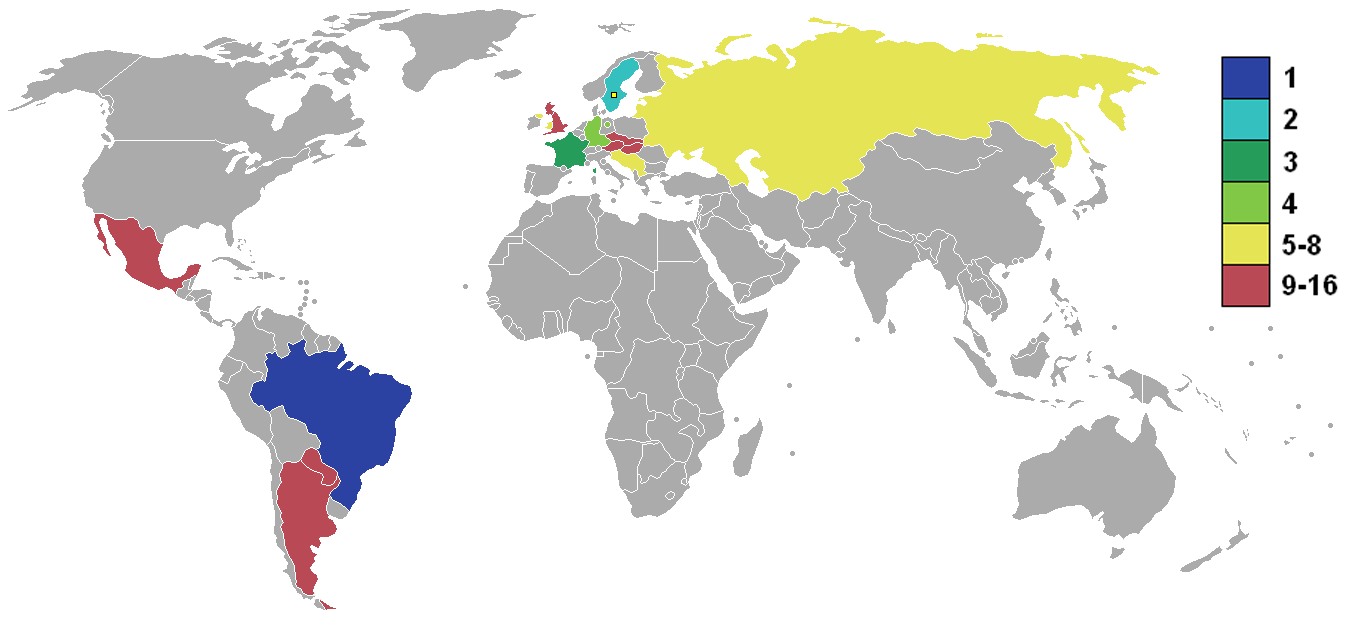
Participantes da Copa do Mundo de 1958

As seleções da Irlanda do Norte, País de Gales e União Soviética faziam sua primeira participação na competição. A Copa desse ano contava com equipes razoavelmente favoritas. A Alemanha Ocidental vinha para a copa com uma seleção quase igual àquela campeã em 1954, porém quatro anos mais velha. A Hungria, que havia brilhado na Copa passada, perdeu grande parte de seus jogadores devido à Revolução Húngara de 1956, vindo com uma equipe mais fraca. A União Soviética era cotada como uma das favoritas pelo fato de ter vencido as Olimpíadas de 1956. No início do ano, a Inglaterra, que tinha uma equipe forte, sofreu uma grande perda com o desastre aéreo de Munique. O marcador mais marcante na Copa foi o jogador francês Just Fontaine, que apenas nessa edição, marcou 13 gols, tornando-se o maior goleador de uma única edição em todas as Copas.
Esta Copa do Mundo viu a inscrição e classificação da União Soviética pela primeira vez, e a classificação de todas as nações constituintes do Reino Unido: Inglaterra, Escócia, País de Gales e Irlanda do Norte, com os norte-irlandeses ainda conseguindo a façanha de eliminar a Itália, bicampeã em 1934 e 1938, pela primeira vez na história da competição.
Além das Eliminatórias europeias, o País de Gales, que terminou em segundo atrás da Tchecoslováquia, jogou uma repescagem contra Israel depois que os israelenses venceram seu grupo sem precisar jogar devido às desistências de Turquia, Indonésia, Egito e Sudão. A FIFA determinou que nenhuma equipe se classificaria para a Copa sem jogar pelo menos uma partida pois muitos times se classificaram em Copas anteriores só por causa da desistência de outros. Gales venceu a repescagem e se classificou.
Na América do Sul, a surpresa foi a eliminação do Uruguai, bicampeão em 1930 e 1950 e semifinalista em 1954, que foi eliminado pelo Paraguai, após sofrer uma goleada em Assunção por 5–0, com três gols de Amarilla.
Em 8 de fevereiro de 1958, Lennart Hyland e Sven Jerring apresentaram os resultados do sorteio onde as equipes classificadas foram divididas em quatro grupos.

## A competição

### Formato
Quatro grupos de quatro equipes, mas desta vez todos enfrentavam todos pelo menos uma vez, e se houvesse empate em número de pontos para o segundo e terceiro colocados, haveria um jogo desempate do qual o vencedor seguiria adiante. Se o desempate ficasse empatado, então a regra da média de gols dos jogos do grupo seria utilizada para determinar o classificado. Se ainda assim persistisse a igualdade, haveria sorteio. Se os dois primeiros colocados da chave terminassem empatados, a média de gols seria utilizada para definir o primeiro e o segundo. Este regulamento não havia sido concluído até o início da competição e continuou sendo debatido no meio do certame.

### Favoritos
Tomando por base o torneio anterior disputado na Suíça em 1954, a campeã Alemanha Ocidental era favorita, mas perdera 7 jogos amistosos em 10 disputados. Embora tivesse renovado a equipe com os novatos Uwe Seeler e Karl-Heinz Schnellinger, a equipe base era praticamente a mesma que havia derrotado a Hungria na final de Berna, contando com seu capitão Fritz Walter, na época com 38 anos, e em fim de carreira.
A Hungria vinha forte desde que fora derrotada na final de 1954, mas a Revolução Húngara, ocorrida em 1956, onde os tanques soviéticos dominaram Budapeste, fizeram com que seus principais jogadores (Ferenc Puskas, Sándor Kocsis e Zoltán Czibor) fugissem do país, e se refugiassem em clubes da Espanha (o primeiro se tornou uma lenda do Real Madrid, e os outros dois foram ídolos no Barcelona). Com isso, a Hungria iria para a Suécia com uma equipe que perdera seu brilho, e contava com uma mistura de remanescentes de 1954, como Gyula Grosics, László Budai e József Bozsik e novatos não-testados em competições internacionais, como Máté Fenyvesi, Károly Sándor, Ferenc Szojka e Lajos Tichy.
A União Soviética era uma das grandes favoritas, visto que, em 1956 ganhara a medalha de ouro no Torneio de Futebol, nos Jogos Olímpicos de Melbourne, e contara com toda a base que ganhara àquele torneio. Por sediar o torneio, a Suécia era grande favorita, e contava com atletas experientes, que jogaram ou jogariam na Série A italiana, como Agne Simonsson, Kurt Hamrin, o veterano Gunnar Gren, de 37 anos, e o astro do Milan, Nils Liedholm.
A Inglaterra tinha um bom time, mas veio enfraquecido, pois, seis meses antes do torneio, perdera Duncan Edwards, Tommy Taylor, e Roger Byrne, num desastre de avião em Munique. Os jogadores eram do Manchester United, equipe tricampeã inglesa, e que era a base da seleção nacional. Com isso, tiveram que refazer os planos para o Mundial, convocando jogadores que jogaram em 1950, como o veterano Tom Finney. Um sobrevivente do acidente chegou a ser convocado, mas não jogou nenhuma partida: Bobby Charlton.
Em entrevista ao jornal O Globo em 24 de março de 1958, o técnico Otto Glória deixou suas impressões: "Assisti as exibições de quase todos os selecionados. Muitos estão em condições de chegar às finais. Além do Brasil e da Argentina, aponto como os melhores os húngaros e ingleses, sem esquecer a Irlanda do Norte, que possui um futebol objetivo, e, sobretudo, desconhecido. Os russos não chegarão às semifinais.". Já Osvaldo Brandão, que antecedeu Vicente Feola no comando do Brasil, expressou otimismo: "Acredito que o Brasil poderá conquistar a Taça do Mundo. Feola tem competência e tempo para realizar melhor trabalho. Tive apenas oito dias para orientar o scratch. Completo, sem medo de errar, afirmo que Feola pode e deve organizar uma seleção, vários furos, superior à minha. A fase de bons jogadores que atravessamos superará as dificuldades". Brandão demonstrou preocupação com a ausência de Julinho Botelho, "ele é soberano na posição" e afirmou torcer para que a Argentina também pudesse contar com Antonio Angelillo, Humberto Maschio e Omar Sívori que "fortaleceria o bloco sul-americano" sendo possível até mesmo uma final entre os dois vizinhos.
Faltando um mês para a competição, em 18 de maio de 1958, as bolsas de apostas inglesas colocavam a União Soviética com boa vantagem como favorita na proporção de 1:3.5. O Brasil era o segundo favorito pagando 6.0 e a Argentina em terceiro lugar com 7. 

### Transmissão e cobertura
Depois do sucesso de transmitir a Copa anterior de 1954, esse torneio também foi televisionado. O que possibilitou a transmissão da copa foi o lançamento do satélite Sputnik III pelos soviéticos, que aconteceu em maio de 1958. A transmissão televisiva do torneio foi para os países europeus. No total, 11 países europeus aderiram ao consórcio liderado pela Sveriges Radio, estatal de Rádio e TV, que detinha os direitos de transmissão.
Para os países não-europeus, ficava a opção de adquirir os kinescópios dos jogos, filmados em 16 mm (ainda não havia surgido o videoteipe, e os kinescópios eram o melhor meio de gravar conteúdo filmado na época). O consórcio providenciava aos interessados os kinescópios de cada partida a preço de custo, acrescido de apenas 1% de margem de lucro, para custear o trabalho das equipes de filmagem para registro dos jogos. No Brasil, a extinta TV Tupi adquiriu os kinescópios, que, anos mais tarde, puderam ser transformados em videoteipe.
Para a cobertura do Mundial, 2000 jornalistas se credenciaram para cobrir o evento. Dos credenciados, 200 eram jornalistas alemães.

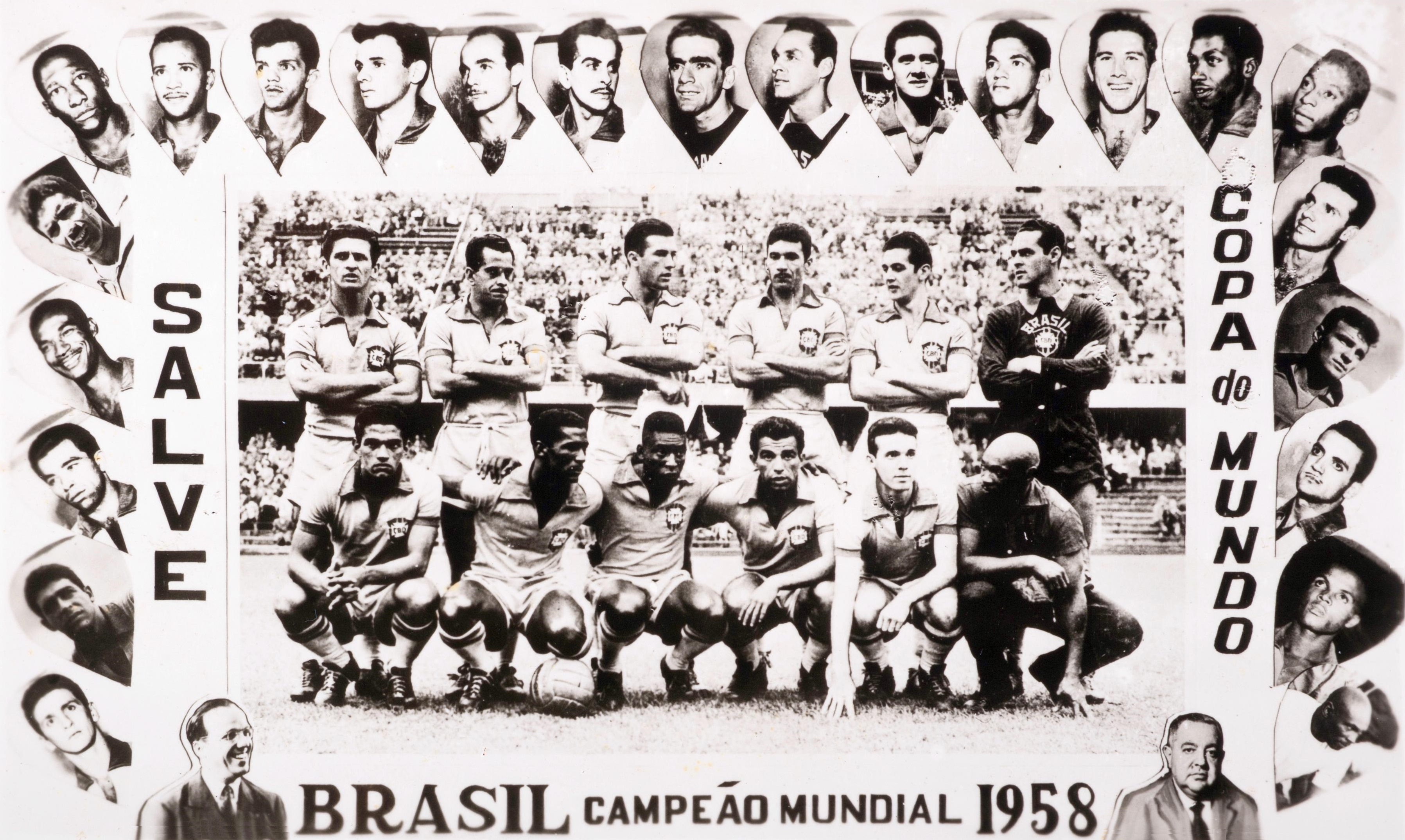
Seleção Brasileira de Futebol de 1958

### Primeira Fase
No Grupo 1 a Alemanha Ocidental ficou em primeiro lugar. A Irlanda do Norte surpreendeu o mundo ao ficar com a segunda vaga após derrotar a Tchecoslováquia no jogo desempate. A Tchecoslováquia aplicou na Argentina uma super goleada por 6 a 1 e os jogadores foram recebidos em Buenos Aires com uma chuva de pedras e moedas.
No Grupo 2 o destaque foi a França. Com craques como Just Fontaine, Roger Piantoni e Raymond Kopa, o time goleou o Paraguai por 7 a 3 e venceu a Escócia por 2 a 1. Com um saldo tão bom, a derrota para a Iugoslávia na segunda rodada não fez diferença. Os iugoslavos ficaram com a segunda vaga.
No Grupo 3 a Suécia, dona da casa, passeou. Gales ficou em segundo. Assim, esta foi a única copa até hoje em que as quatro seleções britânicas participaram juntas (Escócia, Irlanda do Norte, País de Gales e Inglaterra), só a Inglaterra e a Escócia não se classificaram para as Quartas.
No Grupo 4 Brasil, Inglaterra, Áustria e URSS decidiriam 2 vagas. O Brasil estreou bem com 3 a 0 na Áustria. Após o empate em 0 a 0 contra o time da Inglaterra (o primeiro 0 a 0 da história das Copas), houve rumores de que os jogadores se reuniram com o treinador, Vicente Feola, e pediram a entrada de Mané Garrincha e Pelé no time, fato desmentido em diversas entrevistas e na biografia de Garrincha escrita por Ruy Castro. O real motivo foi que a comissão técnica poupou Garrincha do segundo jogo contra a Inglaterra, pois o zagueiro Slater entrava pesado nos adversários, e Pelé estava se tratando de um machucado. Mas o fato é que o Brasil venceu a URSS por 2-0, com dois gols de Vavá e grande atuação de Garrincha contra seu marcador. A URSS ficou com a outra vaga ao vencer a Inglaterra por 1 a 0 no jogo desempate.

### Segunda Fase
Nas Quartas, o Brasil enfrentou a forte defesa do País de Gales. Nesta partida Pelé brilhou. Ele aplicou um drible curtíssimo em seu marcador ("chapéu") e girou de primeira para marcar o único gol do jogo. A França encarou a Irlanda do Norte em partida de grande atuação de Just Fontaine, que marcou dois dos quatro gols da vitória dos Bleus, por 4x0. Helmut Rahn marcou o único gol da partida entre alemães e iugoslavos, colocando os germânicos na semifinal. Os donos da casa bateram os soviéticos por 2x0.
Na semifinal a Suécia continuou sua escalada ao derrotar a Alemanha Ocidental por 3 a 1 num jogo conturbado, onde os megafones do estádio engrossavam o coro da torcida. Provocações aprendidas pelos suecos no futebol italiano fizeram com que o alemão Erich Juskowiak fizesse uma falta violenta e fosse expulso. O capitão alemão Fritz Walter sofreu uma contusão que encerraria sua carreira após uma falta, e como substituições só puderam ser feitas após a Copa de 1970, o time alemão ficou com dois jogadores a menos.
Na outra partida, um grande duelo. A melhor defesa (Brasil, a única equipe a não ter sofrido nenhum gol até ali) contra o melhor ataque (França, com 15 gols em quatro jogos). O Brasil faz uma exibição brilhante, com Pelé, Garrincha, Vavá e Didi em um grande dia. Com apenas 1 minuto e meio de jogo o Brasil saiu na frente com gol de Vavá, e grandes atuações do time brasileiro se refletiram no resultado: 5 a 2 Brasil. Segundo Pelé, que marcou um hat-trick nesse jogo (o outro gol foi de Didi), a partida contra a França foi a mais difícil do mundial: " A França era o time que respeitávamos. Não joguei os dois primeiros jogos, o Brasil não foi bem, mas tinha certeza de que, se o Brasil ganhasse da França, seria campeão. Não perderíamos para outra equipe. E o melhor jogo nosso foi com a França. Contra a Suécia, time da casa, não tinha medo. Muita gente acha o jogo com o País de Gales o mais difícil, mas foi difícil porque só se defendiam. Não tivemos perigo. A França era a única que podia nos derrotar".
A França arrasa a Alemanha pelo terceiro lugar em um 6 a 3 histórico com quatro gols de Just Fontaine. Fontaine terminou a Copa com 13 gols e é até hoje o artilheiro com maior número de gols dentro de uma única Copa do Mundo.

### Final

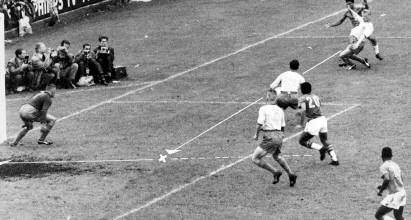
Vavá e Garrincha no primeiro gol brasileiro na final contra a Suécia. Vavá brilhou na partida, virando o jogo contra a seleção anfitriã e encaminhando a goleada e o primeiro título mundial do Brasil.

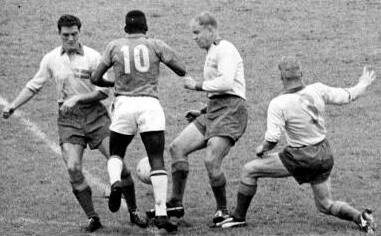
Pelé, na final da Copa, driblando três jogadores suecos.

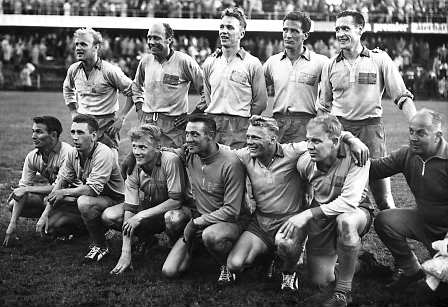
A Seleção Sueca vice-campeã. Em pé, da direita para a esquerda, estão Skoglund, Gren, Simonsson, Gustavsson e Liedholm. Agachados, Hamrin, Börjesson, Bergmark, Kalle Svensson, Axbom, Parling e um preparador físico.

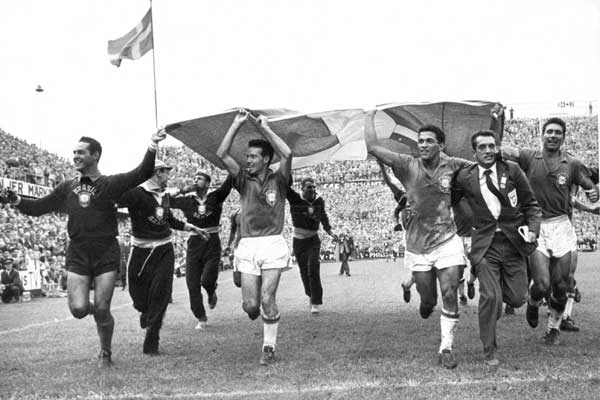
Jogadores da Seleção Brasileira comemoram o primeiro título mundial.

A final seria disputada no Estádio Råsunda entre Brasil e Suécia em frente a um público de 50 000 pessoas. O Brasil perde o sorteio e joga de azul, pois ambos os times tinham o uniforme nº 1 em amarelo. "Nós vamos vencer, vamos jogar com a cor do manto de Nossa Senhora Aparecida" disse o dirigente da delegação brasileira Paulo Machado de Carvalho. Nem o gol sueco que inaugurou o placar aos quatro minutos de jogo abalou a equipe. Didi, o príncipe etíope, certamente uma das peças mais importantes do time brasileiro, pegou a bola e foi calmamente andando com ela debaixo dos braços, lembrando a todos que o Botafogo, base daquela seleção, tinha dado uma goleada na Suécia, de forma que não ia ser a seleção brasileira que ia perder deles. Resultado: Vavá marca gol logo aos nove minutos e vira o jogo ainda no primeiro tempo numa partida excepcional que, mesmo com a derrota por 5 a 2 em casa, a torcida anfitriã aplaudiu o time do Brasil de pé, ao saudar como campeões do mundo Pelé, Vavá, Garrincha, Zito, Mazzola, Nilton Santos, Didi, Gilmar, Zagallo, entre outros. Assim o Brasil sagrava-se pela primeira vez campeão mundial de futebol.

## Locais
| Borås                                                       | Eskilstuna                                                                                                  | Gotemburgo                                                                                                  | Halmstad           |
| ----------------------------------------------------------- | --- | --- | ------------------ |
| Ryavallen                                                   | Tunavallen                                                                                                  | Ullevi | Örjans Vall        |
| Capacidade: 15.000                                          | Capacidade: 8.000                                                                                           | Capacidade: 52.000                                                                                          | Capacidade: 15.000 |
|                                                             | | |                    |
| Helsingborg                                                 | Borås Eskilstuna Gotemburgo Halmstad Helsingborg Malmö Norrköping Örebro Sandviken Solna Uddevalla Västerås | Borås Eskilstuna Gotemburgo Halmstad Helsingborg Malmö Norrköping Örebro Sandviken Solna Uddevalla Västerås | Malmö              |
| Olympia                                                     | Borås Eskilstuna Gotemburgo Halmstad Helsingborg Malmö Norrköping Örebro Sandviken Solna Uddevalla Västerås | Borås Eskilstuna Gotemburgo Halmstad Helsingborg Malmö Norrköping Örebro Sandviken Solna Uddevalla Västerås | Malmö Stadion      |
| Capacidade: 16.000                                          | Borås Eskilstuna Gotemburgo Halmstad Helsingborg Malmö Norrköping Örebro Sandviken Solna Uddevalla Västerås | Borås Eskilstuna Gotemburgo Halmstad Helsingborg Malmö Norrköping Örebro Sandviken Solna Uddevalla Västerås | Capacidade: 26.500 |
|                                                             | Borås Eskilstuna Gotemburgo Halmstad Helsingborg Malmö Norrköping Örebro Sandviken Solna Uddevalla Västerås | Borås Eskilstuna Gotemburgo Halmstad Helsingborg Malmö Norrköping Örebro Sandviken Solna Uddevalla Västerås |                    |
| Norrköping                                                  | Borås Eskilstuna Gotemburgo Halmstad Helsingborg Malmö Norrköping Örebro Sandviken Solna Uddevalla Västerås | Borås Eskilstuna Gotemburgo Halmstad Helsingborg Malmö Norrköping Örebro Sandviken Solna Uddevalla Västerås | Örebro             |
| Idrottsparken                                               | Borås Eskilstuna Gotemburgo Halmstad Helsingborg Malmö Norrköping Örebro Sandviken Solna Uddevalla Västerås | Borås Eskilstuna Gotemburgo Halmstad Helsingborg Malmö Norrköping Örebro Sandviken Solna Uddevalla Västerås | Eyravallen         |
| Capacidade: 20.000                                          | Borås Eskilstuna Gotemburgo Halmstad Helsingborg Malmö Norrköping Örebro Sandviken Solna Uddevalla Västerås | Borås Eskilstuna Gotemburgo Halmstad Helsingborg Malmö Norrköping Örebro Sandviken Solna Uddevalla Västerås | Capacidade: 13.000 |
|                                                             | Borås Eskilstuna Gotemburgo Halmstad Helsingborg Malmö Norrköping Örebro Sandviken Solna Uddevalla Västerås | Borås Eskilstuna Gotemburgo Halmstad Helsingborg Malmö Norrköping Örebro Sandviken Solna Uddevalla Västerås |                    |
| Sandviken                                                   | Solna | Uddevalla                                                                                                   | Västerås           |
| Jernvallen                                                  | Estádio Råsunda                                                                                             | Rimnersvallen                                                                                               | Arosvallen         |
| Capacidade: 20.000 Diminuido atualmente para 7.000 lugares. | Capacidade: 50.000                                                                                          | Capacidade: 12.000                                                                                          | Capacidade: 10.000 |
|                                                             | | |                    |

Note que algumas partidas trouxeram mais público do que a capacidade alegada dos estádios.

## Curiosidades
- Os dirigentes do Brasil esqueceram de mandar para a Fifa a numeração dos jogadores para a disputa da competição. A entidade, então, precisou definir a numeração dos brasileiros. Por conta disso, alguns jogadores jogaram com números diferentes dos quais estavam acostumados: Garrincha, por exemplo, jogou com a camisa 11 em lugar da 7, que ficou com Zagallo, e Gylmar, apesar de ser goleiro, recebeu o número 3 (a camisa 1 foi dada a seu reserva, Castilho). Por obra do acaso, o reserva Pelé recebeu a camisa 10 e eternizou o número logo em seguida.
- A Irlanda do Norte quase não participou da Copa. Tudo porque a religião anglicana proibia atividades físicas aos domingos. Foi necessário que o clero local autorizasse a participação dos jogadores, que assim viajaram para a Suécia com a consciência tranquila.
- Diversos países favoritos fracassaram nas eliminatórias. Holanda, Espanha, Uruguai e Itália, por exemplo, ficaram pelo caminho.
- A Copa de 1958 foi a única que teve a presença de todas as seleções do Reino Unido (Inglaterra, País de Gales, Escócia e Irlanda do Norte).[5]
- O gol número 500 da história das Copas foi marcado pelo escocês Robert Collins, aos 29 min do segundo tempo do jogo entre sua seleção e o Paraguai. A partida terminou com a vitória dos paraguaios por 3 a 2. Apesar da marca histórica, a Escócia foi mal e deixou a Copa em 14º lugar.
- Após 3min do início do jogo contra a União Soviética, o Brasil vencia por 1 a 0 e já havia chutado duas bolas na trave - ambas após belas jogadas de Garrincha: primeiro, deixou um rival no chão com sua ginga e chutou forte; depois, driblou dois e tocou para Pelé acertar a trave.
- Após o primeiro empate sem gols da história das Copas, entre Brasil e Inglaterra, na primeira fase, os jogadores ficaram sem saber o que fazer em campo. Alguns acharam que o árbitro iria levar o jogo para a prorrogação.
- Pelé se tornou o mais jovem jogador a marcar um gol na Copa do Mundo quando balançou a rede na partida contra País de Gales. Ele tinha 17 anos e 239 dias. Pelé também é o mais jovem jogador a ser campeão do mundo.

## Sorteio
O sorteio foi realizado no Cirkus Studio em Solna (Estocolmo) no dia 8 de Fevereiro de 1958.
Não existe uma fonte que diga o critério de distribuição das equipes, porém uma provável forma seria:
| Oeste Europeu                                    | Leste Europeu                                              | Nações Britânicas                                         | América Latina                           |
| ------------------------------------------------ | ---------------------------------------------------------- | --------------------------------------------------------- | ---------------------------------------- |
| - Suécia - Alemanha Ocidental - Áustria - França | - Tchecoslováquia - Hungria - União Soviética - Iugoslávia | - Inglaterra - Irlanda do Norte - Escócia - País de Gales | - Argentina - Brasil - México - Paraguai |

## Fase de grupos

### Grupo 1
| Pos. | Seleção            | Pts | J | V | E | D | GP | GC | SG |
| ---- | ------------------ | --- | - | - | - | - | -- | -- | -- |
| 1    | Irlanda do Norte*  | 5   | 4 | 2 | 1 | 1 | 6  | 6  | 0  |
| 2    | Alemanha Ocidental | 4   | 3 | 1 | 2 | 0 | 7  | 5  | +2 |
| 3    | Tchecoslováquia*   | 3   | 4 | 1 | 1 | 2 | 9  | 6  | +3 |
| 4    | Argentina          | 2   | 3 | 1 | 0 | 2 | 5  | 10 | –5 |

| 8 de junho | Alemanha Ocidental         | 3 – 1     | Argentina    | Malmö, Malmö Stadion                        |
| 19:00      | Rahn 32', 79' · Seeler 40' | Relatório | Corbatta 10' | Público: 32 000 Árbitro: Leafe (Inglaterra) |

| 8 de junho 19:00 | Irlanda do Norte | 1 – 0     | Tchecoslováquia | Halmstad, Örjans Vall Árbitro: Seipelt (Áustria) Público: 26000 |
|                  | Cush 16'         | Relatório |                 |                                                                 |

| 11 de junho 19:00 | Argentina                                    | 3 – 1     | Irlanda do Norte | Halmstad, Örjans Vall Árbitro: Ahlner (Suécia) Público: 14000 |
|                   | Corbatta 38' (pen) · Menendez 55' · Avio 59' | Relatório | McParland 3'     |                                                               |

| 11 de junho 19:00 | Alemanha Ocidental     | 2 – 2     | Tchecoslováquia              | Helsingborg, Olympiastadion Árbitro: Ellis (Inglaterra) Público: 25000 |
|                   | Schafer 59' · Rahn 70' | Relatório | Dvořák 24' (pen) · Zikán 43' |                                                                        |

| 15 de junho 19:00 | Alemanha Ocidental    | 2 – 2     | Irlanda do Norte   | Malmö, Malmö Stadion Árbitro: Campos (Portugal) Público: 35000 |
|                   | Rahn 20' · Seeler 79' | Relatório | McParland 17', 58' |                                                                |

| 15 de junho 19:00 | Tchecoslováquia                                              | 6 – 1     | Argentina          | Helsingborg, Olympiastadion Árbitro: Ellis (Inglaterra) Público: 20000 |
|                   | Dvořák 8' · Zikán 17', 40' · Feureisl 69' · Hovorka 82', 89' | Relatório | Corbatta 65' (pen) |                                                                        |

Desempate
| 17 de junho 19:00 | Irlanda do Norte   | 2 – 1 (pro) | Tchecoslováquia | Malmö, Malmö Stadion Árbitro: Guigue (França) Público: 26000 |
|                   | McParland 44', 91' | Relatório   | Zikán 19'       |                                                              |

### Grupo 2
| Pos. | Seleção    | Pts | J | V | E | D | GP | GC | SG |
| ---- | ---------- | --- | - | - | - | - | -- | -- | -- |
| 1    | França     | 4   | 3 | 2 | 0 | 1 | 11 | 7  | +4 |
| 2    | Iugoslávia | 4   | 3 | 1 | 2 | 0 | 7  | 6  | +1 |
| 3    | Paraguai   | 3   | 3 | 1 | 1 | 1 | 9  | 12 | –3 |
| 4    | Escócia    | 1   | 3 | 0 | 1 | 2 | 4  | 6  | –2 |

| 8 de junho 19:00 | França                                                                          | 7 – 3     | Paraguai                             | Norrköping, Idrottsparken Árbitro: Gardeazabal (Espanha) Público: 16500 |
|                  | Fontaine 25', 30', 67' · Piantoni 52' · Wisniewski 61' · Kopa 70' · Vincent 83' | Relatório | Amarilla 20', 44' (pen) · Romero 50' |                                                                         |

| 8 de junho 19:00 | Iugoslávia    | 1 – 1     | Escócia    | Västerås, Arosvallen Árbitro: Wyssling (Suíça) Público: 9500 |
|                  | Petaković 13' | Relatório | Murray 48' |                                                              |

| 11 de junho 19:00 | Iugoslávia                           | 3 – 2     | França           | Västerås, Arosvallen Árbitro: Griffiths (País de Gales) Público: 12000 |
|                   | Petaković 16' · Veselinović 65', 87' | Relatório | Fontaine 5', 85' |                                                                        |

| 11 de junho 19:00 | Paraguai                        | 3 – 2     | Escócia                       | Norrköping, Idrottsparken Árbitro: Orlandini (Itália) Público: 12000 |
|                   | Aguero 4' · Ré 44' · Parodi 74' | Relatório | Mudie 23' (pen) · Collins 76' |                                                                      |

| 15 de junho 19:00 | França                  | 2 – 1     | Escócia   | Örebro, Eyravallen Árbitro: Brozzi (Argentina) Público: 13500 |
|                   | Kopa 22' · Fontaine 45' | Relatório | Baird 66' |                                                               |

| 15 de junho 19:00 | Paraguai                             | 3 – 3     | Iugoslávia                                    | Eskilstuna, Tunavallen Árbitro: Macko (Tchecoslováquia) Público: 12000 |
|                   | Parodi 21' · Agüero 49' · Romero 90' | Relatório | Ognjanovic 12' · Veselinović 29' · Rajkov 74' |                                                                        |

### Grupo 3
| Pos. | Seleção       | Pts | J | V | E | D | GP | GC | SG |
| ---- | ------------- | --- | - | - | - | - | -- | -- | -- |
| 1    | Suécia        | 5   | 3 | 2 | 1 | 0 | 5  | 1  | +4 |
| 2    | País de Gales | 5   | 4 | 1 | 3 | 0 | 4  | 3  | +1 |
| 3    | Hungria       | 3   | 4 | 1 | 1 | 2 | 7  | 5  | +2 |
| 4    | México        | 1   | 3 | 0 | 1 | 2 | 1  | 8  | –7 |

| 8 de junho | Suécia                                  | 3 – 0     | México | Estádio Råsunda, Estocolmo                    |
| 14:00      | Simonsson 17', 64' · Liedholm 58' (pen) | Relatório |        | Público: 34 107 Árbitro: URS Nikolaj Latychev |

| 8 de junho 19:00 | Hungria   | 1 – 1     | País de Gales  | Sandviken, Järnvallen Árbitro: Codesal (Uruguai) Público: 20000 |
|                  | Bozsik 4' | Relatório | J. Charles 26' |                                                                 |

| 11 de junho 19:00 | México       | 1 – 1     | País de Gales    | Estocolmo, Estádio Råsunda Árbitro: Lemesic (Iugoslávia) Público: 25000 |
|                   | Belmonte 69' | Relatório | I. Allchurch 32' |                                                                         |

| 12 de junho 19:00 | Suécia          | 2 – 1     | Hungria   | Estocolmo, Estádio Råsunda Árbitro: Mowat (Escócia) Público: 40000 |
|                   | Hamrin 34', 55' | Relatório | Tichy 78' |                                                                    |

| 15 de junho 14:00 | Suécia | 0 – 0     | País de Gales | Estocolmo, Estádio Råsunda Árbitro: Van Nuffel (Bélgica) Público: 35000 |
|                   |        | Relatório |               |                                                                         |

| 15 de junho 19:00 | Hungria                                   | 4 – 0     | México | Sandviken, Järnvallen Árbitro: Eriksson (Finlândia) Público: 13300 |
|                   | Tichy 19', 46' · Sándor 54' · Bencsis 69' | Relatório |        |                                                                    |

Desempate
| 17 de junho 19:00 | País de Gales                 | 2 – 1     | Hungria   | Estocolmo, Estádio Råsunda Árbitro: Latychev (União Soviética) Público: 20000 |
|                   | I. Allchurch 55' · Medwin 76' | Relatório | Tichy 33' |                                                                               |

### Grupo 4
| Pos. | Seleção         | Pts | J | V | E | D | GP | GC | SG |
| ---- | --------------- | --- | - | - | - | - | -- | -- | -- |
| 1    | Brasil          | 5   | 3 | 2 | 1 | 0 | 5  | 0  | +5 |
| 2    | União Soviética | 3   | 4 | 2 | 1 | 1 | 5  | 4  | +1 |
| 3    | Inglaterra      | 3   | 4 | 0 | 3 | 1 | 4  | 5  | –1 |
| 4    | Áustria         | 1   | 3 | 0 | 1 | 2 | 2  | 7  | –5 |

| 8 de junho | Brasil                               | 3 – 0     | Áustria | Rimnersvallen, Uddevalla                    |
| 19:00      | Mazzola 38', 89' · Nílton Santos 49' | Relatório |         | Público: 17 788 Árbitro: FRA Maurice Guigue |

| 8 de junho | União Soviética              | 2 – 2     | Inglaterra                   | Nya Ullevi, Gotemburgo                    |
| 19:00      | Simonyan 13' · A. Ivanov 55' | Relatório | Kevan 66' · Finney 85' (pen) | Público: 49 348 Árbitro: HUN István Zsolt |

| 11 de junho | Brasil | 0 – 0     | Inglaterra | Nya Ullevi, Gotemburgo                    |
| 19:00       |        | Relatório |            | Público: 40 895 Árbitro: GER Albert Dusch |

| 11 de junho | União Soviética           | 2 – 0     | Áustria | Rimnersvallen, Uddevalla                             |
| 19:00       | Ilyin 15' · V. Ivanov 63' | Relatório |         | Público: 21 239 Árbitro: DEN Carl Frederik Jørgensen |

| 15 de junho 19:00 | Inglaterra             | 2 – 2     | Áustria                 | Borås, Ryavallen Árbitro: Bronkhorst (Países Baixos) Público: 16800 |
|                   | Haynes 56' · Kevan 74' | Relatório | Koller 15' · Körner 71' |                                                                     |

| 15 de junho | Brasil       | 2 – 0     | União Soviética | Nya Ullevi, Gotemburgo                      |
| 19:00       | Vavá 3', 77' | Relatório |                 | Público: 50 928 Árbitro: FRA Maurice Guigue |

Desempate
| 17 de junho 19:00 | União Soviética | 1 – 0     | Inglaterra | Gotemburgo, Estádio Ullevi Árbitro: Dusch (Alemanha Ocidental) Público: 23180 |
|                   | Ilyin 68'       | Relatório |            |                                                                               |

## Fase final
|  | Quartas de final         | Quartas de final         |                         |                    | Semifinais     | Semifinais     |  |  | Final                    | Final |
|  |                          |                          |                         |                    |                |                |  |  |                          |       |
|  | 19 de junho – Gotemburgo |                          |                         |                    |                |                |  |  |                          |       |
|  |                          |                          |                         |                    |                |                |  |  |                          |       |
|  | Brasil                   | 1                        |                         |                    |                |                |  |  |                          |       |
|  | Brasil                   | 1                        | 24 de junho – Estocolmo |                    |                |                |  |  |                          |       |
|  | País de Gales            | 0                        |                         |                    |                |                |  |  |                          |       |
|  | País de Gales            | 0                        | Brasil                  | 5                  |                |                |  |  |                          |       |
|  | 19 de junho – Norrköping |                          | Brasil                  | 5                  |                |                |  |  |                          |       |
|  |                          | França                   | 2                       |                    |                |                |  |  |                          |       |
|  | França                   | França                   | 2                       | 4                  |                |                |  |  |                          |       |
|  | França                   |                          | 29 de junho – Estocolmo | 4                  |                |                |  |  |                          |       |
|  | Irlanda do Norte         | 0                        |                         |                    |                |                |  |  |                          |       |
|  | Irlanda do Norte         | 0                        | Brasil                  | 5                  |                |                |  |  |                          |       |
|  | 19 de junho – Estocolmo  |                          | Brasil                  | 5                  |                |                |  |  |                          |       |
|  |                          | Suécia                   | 2                       |                    |                |                |  |  |                          |       |
|  | Suécia                   | Suécia                   | 2                       | 2                  |                |                |  |  |                          |       |
|  | Suécia                   | 24 de junho – Gotemburgo |                         | 2                  |                |                |  |  |                          |       |
|  | União Soviética          | 0                        |                         |                    |                |                |  |  |                          |       |
|  | União Soviética          | 0                        | Suécia                  | 3                  | Terceiro Lugar | Terceiro Lugar |  |  |                          |       |
|  | 19 de junho – Malmö      |                          | Suécia                  | 3                  | Terceiro Lugar | Terceiro Lugar |  |  |                          |       |
|  |                          | Alemanha Ocidental       | 1                       |                    |                |                |  |  |                          |       |
|  | Alemanha Ocidental       | Alemanha Ocidental       | 1                       | 1                  | França         | 6              |  |  |                          |       |
|  | Alemanha Ocidental       |                          |                         | 1                  | França         | 6              |  |  |                          |       |
|  | Iugoslávia               | 0                        |                         | Alemanha Ocidental | 3              |                |  |  |                          |       |
|  | Iugoslávia               | 0                        |                         |                    | 3              |                |  |  |                          |       |
|  |                          |                          |                         |                    |                |                |  |  | 28 de junho – Gotemburgo |       |
|  |                          |                          |                         |                    |                |                |  |  |                          |       |

### Quartas de Finais
| 19 de junho | França                                           | 4 – 0     | Irlanda do Norte | Norrköping, Idrottsparken                |
| 19:00       | Wisnieski 22' · Fontaine 55', 63' · Piantoni 68' | Relatório |                  | Público: 12 000 Árbitro: ESP Gardeazabal |

| 19 de junho | Suécia                     | 2 – 0     | União Soviética | Estocolmo, Estádio Råsunda         |
| 19:00       | Hamrin 49' · Simonsson 88' | Relatório |                 | Público: 45 000 Árbitro: ENG Leafe |

| 19 de junho | Brasil   | 1 – 0     | País de Gales | Gotemburgo, Estádio Ullevi           |
| 19:00       | Pelé 66' | Relatório |               | Público: 25 000 Árbitro: AUT Seipelt |

| 19 de junho | Alemanha Ocidental | 1 – 0     | Iugoslávia | Malmö, Malmö Stadion                  |
| 19:00       | Rahn 12'           | Relatório |            | Público: 20 000 Árbitro: SUI Wyssling |

### Semifinais
| 24 de junho | Brasil                                  | 5 – 2     | França                     | Estádio Råsunda, Suécia                         |
| 19:00       | Vavá 2' · Didi 39' · Pelé 52', 64', 75' | Relatório | Fontaine 9' · Piantoni 83' | Público: 27 100 Árbitro: WAL Benjamin Griffiths |

| 24 de junho | Suécia                               | 3 – 1     | Alemanha Ocidental | Gotemburgo, Estádio Ullevi         |
| 19:00       | Skoglund 32' · Gren 81' · Hamrin 88' | Relatório | Schäfer 24'        | Público: 50 000 Árbitro: HUN Zsolt |

### Disputa pelo 3º lugar
| 28 de junho | França                                                   | 6 – 3     | Alemanha Ocidental                       | Gotemburgo, Estádio Ullevi          |
| 17:00       | Fontaine 16', 36', 78', 89' · Kopa 27' (pen) · Douis 50' | Relatório | Cieslarczyk 18' · Rahn 52' · Schäfer 84' | Público: 25 000 Árbitro: ARG Brozzi |

### Final
| 29 de junho de 1958 | Brasil                                     | 5 – 2     | Suécia                      | Estádio Råsunda, Suécia                           |
| 15:00               | Vavá 9', 32' · Pelé 55', 90' · Zagallo 68' | Relatório | Liedholm 4' · Simonsson 80' | Público: 49 737 Árbitro: FRA Maurice Guigue (FFF) |

## Premiação
| Copa do Mundo FIFA de 1958 |
| Brasil                     |
| -------------------------- |
| BRASIL Campeão (1º título) |

### Seleção do Campeonato
- Fonte:[7]

| Goleiros    | Defensores                          | Meias                                            | Atacantes                    |
| ----------- | ----------------------------------- | ------------------------------------------------ | ---------------------------- |
| Harry Gregg | Nílton Santos Bellini Djalma Santos | Danny Blanchflower Didi Gunnar Gren Raymond Kopa | Just Fontaine Pelé Garrincha |

### Prêmios Individuais
| Chuteira de Ouro  | Chuteira de Prata | Chuteira de Bronze   |
| ----------------- | ----------------- | -------------------- |
| FRA Just Fontaine | BRA Pelé          | GER Helmut Rahn      |
| Bola de Ouro      | Luva de Ouro      | Melhor jogador jovem |
| BRA Didi          | NIR Harry Gregg   | BRA Pelé             |

## Artilharia
13 gols (1)
- Just Fontaine

6 gols (2)
| - Pelé | - Helmut Rahn |  |

5 gols (2)
| - Vavá | - Peter McParland |  |

4 gols (5)
| - Roger Piantoni - Zdeněk Zikán | - Lajos Tichy - Kurt Hamrin | - Agne Simonsson |

3 gols (3)
| - Oreste Corbatta | - Hans Schäfer | - Todor Veselinović |

2 gols (15)
| - Mazzola - Milan Dvořák - Václav Hovorka - Derek Kevan - Raymond Kopa | - Maryan Wisnieski - Uwe Seeler - Juan Agüero - Florencio Amarilla - José Parodi | - Jorge Lino Romero - Aleksandr Ivanov - Nils Liedholm - Ivor Allchurch - Aleksandar Petaković |

1 gol (32)
| - Ludovico Avio - Norberto Menéndez - Karl Koller - Alfred Körner - Didi - Nílton Santos - Mário Zagallo - Jiří Feureisl - Tom Finney - Johnny Haynes - Yvon Douis | - Jean Vincent - Hans Cieslarczyk - József Bencsics - József Bozsik - Károly Sándor - Jaime Belmonte - Wilbur Cush - Cayetano Ré - Sammy Baird - Bobby Collins - Jackie Mudie | - Jimmy Murray - Anatoli Ilyin - Valentin Ivanov - Nikita Simonian - Gunnar Gren - Lennart Skoglund - John Charles - Terry Medwin - Radivoje Ognjanović - Zdravko Rajkov |

## Classificação final

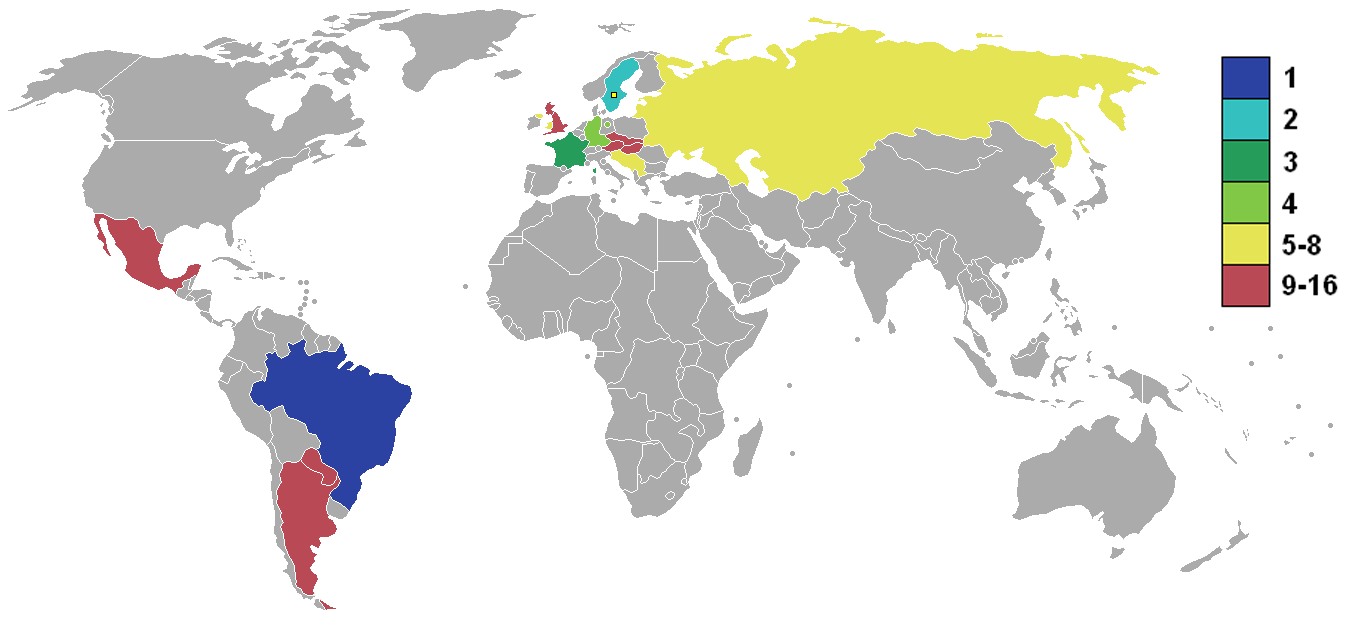

A classificação final é determinada através da fase em que a seleção alcançou e a sua pontuação, levando em conta os critérios de desempate.
| Pos.                            | Seleção            | Gr | Pts | J | V | E | D | GP | GC | SG  |
| ------------------------------- | ------------------ | -- | --- | - | - | - | - | -- | -- | --- |
| Final                           |                    |    |     |   |   |   |   |    |    |     |
| 1                               | Brasil             | 4  | 11  | 6 | 5 | 1 | 0 | 16 | 4  | +12 |
| 2                               | Suécia             | 3  | 9   | 6 | 4 | 1 | 1 | 12 | 7  | +5  |
| Disputa do 3º lugar             |                    |    |     |   |   |   |   |    |    |     |
| 3                               | França             | 2  | 8   | 6 | 4 | 0 | 2 | 23 | 15 | +8  |
| 4                               | Alemanha Ocidental | 1  | 6   | 6 | 2 | 2 | 2 | 12 | 14 | –2  |
| Eliminados nas quartas de final |                    |    |     |   |   |   |   |    |    |     |
| 5                               | País de Gales      | 3  | 5   | 5 | 1 | 3 | 1 | 4  | 4  | 0   |
| 6                               | União Soviética    | 4  | 5   | 5 | 2 | 1 | 2 | 5  | 6  | –1  |
| 7                               | Irlanda do Norte   | 1  | 5   | 5 | 2 | 1 | 2 | 6  | 10 | –4  |
| 8                               | Iugoslávia         | 2  | 4   | 4 | 1 | 2 | 1 | 7  | 7  | 0   |
| Eliminados na fase de grupos    |                    |    |     |   |   |   |   |    |    |     |
| 9                               | Tchecoslováquia    | 1  | 3   | 4 | 1 | 1 | 2 | 9  | 6  | +3  |
| 10                              | Hungria            | 3  | 3   | 4 | 1 | 1 | 2 | 7  | 5  | +2  |
| 11                              | Inglaterra         | 4  | 3   | 4 | 0 | 3 | 1 | 4  | 5  | –1  |
| 12                              | Paraguai           | 2  | 3   | 3 | 1 | 1 | 1 | 9  | 12 | –3  |
| 13                              | Argentina          | 1  | 2   | 3 | 1 | 0 | 2 | 5  | 10 | –5  |
| 14                              | Escócia            | 2  | 1   | 3 | 0 | 1 | 2 | 4  | 6  | –2  |
| 15                              | Áustria            | 4  | 1   | 3 | 0 | 1 | 2 | 2  | 7  | –5  |
| 16                              | México             | 3  | 1   | 3 | 0 | 1 | 2 | 1  | 8  | –7  |